# Goldsmiths, University of London
Goldsmiths, University of London, es un college constituyente de la Universidad de Londres. Establecido en New Cross, Londres, Goldsmiths se especializa en la enseñanza y la investigación de disciplinas creativas, culturales y cognitivas. La institución fue fundada en 1891 bajo el nombre de Goldsmiths' Technical and Recreative Institute por la Worshipful Company of Goldsmiths. Fue federada a la Universidad de Londres en 1904 y fue renombrada como Goldsmiths' College. La palabra 'College' fue retirada del nombre comercial en 2006 (aunque "Goldsmiths' College", con el apóstrofo, sigue siendo el nombre legal de la institución).

## Historia
En 1891, la Worshipful Company of Goldsmiths establece el Goldsmiths' Technical and Recreative Institute (más comúnmente referido como "Goldsmiths' Institute"), dedicado a  "la promoción de las destrezas técnicas, de conocimiento, de la salud, y de la buena práctica para hombres y mujeres de las clases industriales, trabajadoras y artesanas". El Instituto fue establecido en New Cross en el antiguo edificio de la Royal Naval School (este edificio, que fue diseñado por el arquitecto John Shaw Jr, es ahora conocido como el edificio Richard Hoggart y es en la actualidad el edificio principal del campus). 
En 1904, el Instituto fue adquirido por la Universidad de Londres y fue restablecido como  Goldsmiths' College. Poco después de la adquisición, en 1907, el college añadió un nuevo edificio de artes, diseñado por Sir Reginald Blomfield, al lado del edificio principal. Durante la  Segunda Guerra Mundial se decidió evacuar a los estudiantes y al personal del college y trasladarlos temporalmente a la Universidad de Nottingham, una decisión que se demostraría sabia cuando el edificio principal fue parcialmente destruido por una bomba incendiaria (el edificio fue reparado en 1947). Durante los años sesenta el college experimentó una rápida expansión del número de estudiantes. A causa de ello, el edificio principal fue reformado y los edificios Lockwood Building, Whitehead Building, Education Building, Warmington Tower y St James's Hall fueron todos construidos durante este período para acomodar a los nuevos estudiantes. El college asimismo ha adquirido algunos edificios históricos en el área circundante como el antiguo ayuntamiento de  Deptford Town, y el edificio  Laurie Grove Baths. En 1988 Goldsmiths se convirtió en un miembro constituyente de la Universidad de Londres y en 1990 recibió su Royal Charter. Entre sus directores han estado Richard Hoggart y Ben Pimlott.

## Localización
El college está situado en New Cross, una populosa área del sureste de Londres con una escena musical y artística muy importante. Las estaciones de Metro de Londres más cercanas son New Cross y New Cross Gate. Hay, en cualquier caso, servicio de tren de cercanías desde  New Cross Gate hasta el centro de Londres (Charing Cross, London Bridge, etc.).
El edificio principal del college, el Richard Hoggart Building, fue diseñado originariamente para servir como escuela (abierta en 1844) por el arquitecto John Shaw Jr (1803-1870). Además de este se han construido muchos otros edificios modernos para desarrollar más el campus, incluyendo el ganador del premio RIBA, el Rutherford Building completado en 1997 y el Ben Pimlott Building diseñado por Will Alsop y completado en 2005.